# California State University, Northridge Men's Volleyball 2013
Questa voce raccoglie le informazioni riguardanti la California State University, Northridge Men's Volleyball nella stagione 2013.

## Stagione
La stagione 2013 è la sedicesima per Jeff Campbell al timone dei Matadors. Il suo staff continua ad essere composto da Theo Edwards, Mike Arone e Jeff Baxter. La rosa della squadra è completamente rivoluzionata, con dieci nuovi arrivati, che prendono il posto dei nove giocatori partenti; inoltre ben cinque freshman scelgono di saltare la stagione.
La stagione dei Matadors si apre con una sconfitta per 3-2 in casa della University of California, Los Angeles, alla quale fanno seguito ben 5 successi consecutivi, dopo i quali vi è un continuo alternarsi di risultati, concluso con un solo successo, in casa della Stanford University, nelle ultime dieci gare di regular season. Con un bilancio totale di 11 vittorie e 15 sconfitte i Matadors si classificano al decimo posto in conference, senza riuscire ad accedere al torneo MPSF.
Tra i giocatori solo il miglior realizzatore della squadra, John Baker, si riesce a distinguere, inserito nell'All-MPSF Second Team.

## Organigramma societario
Area direttiva
- Presidente: Brandon Martin

Area tecnica
- Allenatore: Jeff Campbell
- Assistente allenatore: Theo Edwards, Mike Arone
- Assistente allenatore volontario: Jeff Baxter

## Rosa
| N° | Nome                | Ruolo | Data di nascita   | Nazionalità sportiva | Anno      |
| -- | ------------------- | ----- | ----------------- | -------------------- | --------- |
| 1  | Charlie Condron     | L     | 6 luglio 1991     | Stati Uniti          | Junior    |
| 2  | Nick Alegrado       | L     | 25 gennaio 1994   | Stati Uniti          | Freshman  |
| 4  | Chance Earnest      | S     | 30 settembre 1994 | Stati Uniti          | Freshman  |
| 5  | Alex Jones          | P     | 12 aprile 1992    | Stati Uniti          | Sophomore |
| 8  | Kyle Stevenson      | S     | 16 agosto 1992    | Stati Uniti          | Sophomore |
| 9  | Brandon Lebrock     | S     | 26 settembre 1992 | Stati Uniti          | Junior    |
| 10 | Jared Moore         | C     | 24 ottobre 1989   | Stati Uniti          | Senior    |
| 11 | Samuel Holt         | S     | 20 giugno 1993    | Stati Uniti          | Freshman  |
| 12 | Vaughn Wellenreiter | C     | 27 marzo 1993     | Stati Uniti          | Freshman  |
| 13 | Drew Staker         | C     | 21 febbraio 1991  | Stati Uniti          | Senior    |
| 14 | John Baker          | S/O   | 21 ottobre 1989   | Stati Uniti          | Senior    |
| 15 | Travis Magorien     | P     | 4 dicembre 1992   | Stati Uniti          | Sophomore |
| 16 | Brian O'Gorman      | C     | 16 maggio 1993    | Stati Uniti          | Freshman  |
| 17 | Greg Faulkner       | C     | 30 luglio 1992    | Stati Uniti          | Sophomore |
| 18 | Leni Ma'ia'i        | C     | -                 | Nuova Zelanda        | Freshman  |
| 20 | Ryan Mason          | P     | 12 luglio 1992    | Stati Uniti          | Sophomore |
| -  | Jakub Ciesla        | S/O   | 28 marzo 1994     | Stati Uniti          | Freshman  |
| -  | Kyle Dijamco        | L     | 17 ottobre 1994   | Stati Uniti          | Freshman  |
| -  | Damani Lenore       | S/O   | 8 settembre 1994  | Stati Uniti          | Freshman  |
| -  | Sam Pisker          | S/O   | 26 maggio 1993    | Stati Uniti          | Freshman  |
| -  | Bradley Sakaida     | S/L   | 3 ottobre 1994    | Stati Uniti          | Freshman  |

## Mercato
| Acquisti | Acquisti            | Acquisti                    | Acquisti   |
| R.       | Nome                | da                          | Modalità   |
| -------- | ------------------- | --------------------------- | ---------- |
| L        | Nick Alegrado       | Otay Ranch High School      | definitivo |
| S        | Chance Earnest      | Palisades Charter HS        | definitivo |
| C        | Vaughn Wellenreiter | Newbury Park High School    | definitivo |
| C        | Brian O'Gorman      | John F. Kennedy High School | definitivo |
| C        | Leni Ma'ia'i        | John McGlashan College      | definitivo |
| S/O      | Jakub Ciesla        | Olympic Heights High School | definitivo |
| L        | Kyle Dijamco        | Bishop Alemany High School  | definitivo |
| S/O      | Damani Lenore       | Yorba Linda High School     | definitivo |
| S/O      | Sam Pisker          | Clearview Regional HS       | definitivo |
| S/L      | Bradley Sakaida     | Oak Park High School        | definitivo |

| Cessioni | Cessioni        | Cessioni           | Cessioni   |
| R.       | Nome            | a                  | Modalità   |
| -------- | --------------- | ------------------ | ---------- |
| P        | Danny Rodrick   | -                  | ritirato   |
| S        | Matt Stork      | -                  | ritirato   |
| L        | Sina Aghassy    | -                  | ritirato   |
| S        | Andy Aguila     | -                  | ritirato   |
| S        | Eric Cedarstrom | -                  | ritirato   |
| S/O      | Julius Hoefer   | -                  | ritirato   |
| C        | Marty Lorenz    | -                  | ritirato   |
| L        | Skyler McCoy    | -                  | ritirato   |
| P        | Filip Tomičić   | Hope International | definitivo |

## Risultati

### Division I NCAA

#### Regular season

##### Girone
| 8 gennaio 2013 Pauley Pavilion, Los Angeles      | UC Los Angeles      | 3 - 2 | CSU Northridge      | 25-18, 19-25, 25-19, 18-25, 15-13 |
| 11 gennaio 2013 The Matadome, Los Angeles        | CSU Northridge      | 3 - 2 | UC Santa Barbara    | 25-16, 15-25, 25-20, 21-25, 13-15 |
| 16 gennaio 2013 The Matadome, Los Angeles        | CSU Northridge      | 3 - 0 | Concordia Irvine    | 25-17, 25-20, 25-11               |
| 18 gennaio 2013 The Matadome, Los Angeles        | CSU Northridge      | 3 - 0 | Grand Canyon        | 25-23, 25-18, 25-20               |
| 23 gennaio 2013 The Matadome, Los Angeles        | CSU Northridge      | 3 - 1 | UC Irvine           | 25-23, 19-25, 20-25, 13-25        |
| 25 gennaio 2013 RIMAC Arena, La Jolla            | UC San Diego        | 0 - 3 | CSU Northridge      | 23-25, 25-27, 20-25               |
| 30 gennaio 2013 Van Dyne Gym, Riverside          | California Baptist  | 3 - 1 | CSU Northridge      | 25-23, 25-19, 24-26, 25-22        |
| 2 febbraio 2013 Smith Fieldhouse, Provo          | Brigham Young       | 3 - 1 | CSU Northridge      | 25-15, 25-22, 22-25, 25-23        |
| 6 febbraio 2013 The Matadome, Los Angeles        | CSU Northridge      | 3 - 1 | Southern California | 25-17, 18-25, 25-21, 25-22        |
| 8 febbraio 2013 The Matadome, Los Angeles        | CSU Northridge      | 3 - 2 | Pepperdine          | 16-25, 25-22, 25-20, 27-29, 15-13 |
| 15 febbraio 2013 The Matadome, Los Angeles       | CSU Northridge      | 1 - 3 | Stanford            | 25-22, 16-25, 17-25, 21-25        |
| 16 febbraio 2013 The Matadome, Los Angeles       | CSU Northridge      | 3 - 1 | Pacific             | 25-15, 24-26, 25-22, 25-17        |
| 22 febbraio 2013 The Matadome, Los Angeles       | CSU Northridge      | 1 - 3 | CSU Long Beach      | 25-22, 21-25, 22-25, 23-25        |
| 1 marzo 2013 Stan Sheriff Center, Honolulu       | Hawaii              | 1 - 3 | CSU Northridge      | 21-25, 25-17, 24-26, 23-25        |
| 3 marzo 2013 Stan Sheriff Center, Honolulu       | Hawaii              | 1 - 3 | CSU Northridge      | 22-25, 26-24, 19-25, 15-25        |
| 8 marzo 2013 The Matadome, Los Angeles           | CSU Northridge      | 3 - 0 | UC San Diego        | 25-20, 25-16, 25-21               |
| 13 marzo 2013 Robertson Gymnasium, Santa Barbara | UC Santa Barbara    | 3 - 1 | CSU Northridge      | 25-22, 25-21, 24-26, 25-15        |
| 15 marzo 2013 The Matadome, Los Angeles          | CSU Northridge      | 2 - 3 | UC Los Angeles      | 25-20, 19-25, 25-22, 13-25, 10-15 |
| 20 marzo 2013 Matadome, Los Angeles              | CSU Northridge      | 2 - 3 | California Baptist  | 23-25, 25-23, 25-22, 21-25, 14-16 |
| 22 marzo 2013 Matadome, Los Angeles              | CSU Northridge      | 0 - 3 | Brigham Young       | 20-25, 22-25, 21-25               |
| 29 marzo 2013 Maples Pavilion, Stanford          | Stanford            | 0 - 3 | CSU Northridge      | 20-25, 22-25, 20-25               |
| 30 marzo 2013 Alex G. Spanos Center, Stockton    | Pacific             | 3 - 1 | CSU Northridge      | 25-23, 25-23, 11-25, 29-27        |
| 4 aprile 2013 Firestone Fieldhouse, Malibù       | Pepperdine          | 3 - 2 | CSU Northridge      | 22-25, 25-23, 17-25, 25-18, 15-11 |
| 6 aprile 2013 Galen Center, Los Angeles          | Southern California | 3 - 0 | CSU Northridge      | 25-23, 25-22, 25-19               |
| 10 aprile 2013 Bren Center, Irvine               | UC Irvine           | 3 - 0 | CSU Northridge      | 25-19, 25-19, 25-22               |
| 13 aprile 2013 Walter Pyramid, Long Beach        | CSU Long Beach      | 3 - 0 | CSU Northridge      | 25-14, 25-21, 25-23               |

## Statistiche

### Statistiche di squadra
| Competizione    | Punti | In casa | In casa | In casa | In trasferta | In trasferta | In trasferta | Campo neutro | Campo neutro | Campo neutro | Totale | Totale | Totale |
| Competizione    | Punti | G       | V       | P       | G            | V            | P            | G            | V            | P            | G      | V      | P      |
| --------------- | ----- | ------- | ------- | ------- | ------------ | ------------ | ------------ | ------------ | ------------ | ------------ | ------ | ------ | ------ |
| NCAA Division I | .423  | 13      | 7       | 6       | 13           | 4            | 9            | 0            | 0            | 0            | 26     | 11     | 15     |
| Totale          | .423  | 13      | 7       | 6       | 13           | 4            | 9            | 0            | 0            | 0            | 26     | 11     | 15     |

G = partite giocate; V = partite vinte; P = partite perse

### Statistiche dei giocatori
| Giocatore       | Division I NCAA | Division I NCAA | Division I NCAA | Division I NCAA | Division I NCAA | Totale | Totale | Totale | Totale | Totale |
| Giocatore       | P               | PT              | AV              | MV              | BV              | P      | PT     | AV     | MV     | BV     |
| --------------- | --------------- | --------------- | --------------- | --------------- | --------------- | ------ | ------ | ------ | ------ | ------ |
| N. Alegrado     | 18              | 0               | 0               | 0               | 0               | 18     | 0      | 0      | 0      | 0      |
| J. Baker        | 26              | 402.5           | 350             | 35.5            | 17              | 26     | 402.5  | 350    | 35.5   | 17     |
| C. Condron      | 26              | 1               | 1               | 0               | 0               | 26     | 1      | 1      | 0      | 0      |
| C. Earnest      | 11              | 27              | 19              | 5               | 3               | 11     | 27     | 19     | 5      | 3      |
| G. Faulkner     | 4               | 3               | 2               | 1               | 0               | 4      | 3      | 2      | 1      | 0      |
| S. Holt         | 13              | 72              | 65              | 5               | 2               | 13     | 72     | 65     | 5      | 2      |
| A. Jones        | 10              | 5               | 2               | 3               | 0               | 10     | 5      | 2      | 3      | 0      |
| B. Lebrock      | 26              | 354.5           | 310             | 25.5            | 19              | 26     | 354.5  | 310    | 25.5   | 19     |
| L. Ma'Ia'I      | 4               | 0               | 0               | 0               | 0               | 4      | 0      | 0      | 0      | 0      |
| T. Magorien     | 24              | 77              | 24              | 31              | 22              | 24     | 77     | 24     | 31     | 22     |
| R. Mason        | 4               | 0               | 0               | 0               | 0               | 4      | 0      | 0      | 0      | 0      |
| J. Moore        | 26              | 197.5           | 136             | 51.5            | 10              | 26     | 197.5  | 136    | 51.5   | 10     |
| B. O'Gorman     | 10              | 14.5            | 11              | 3.5             | 0               | 10     | 14.5   | 11     | 3.5    | 0      |
| H. Sargsyan     | 3               | 1               | 0               | 0               | 1               | 3      | 1      | 0      | 0      | 1      |
| D. Staker       | 26              | 216.5           | 140             | 65.5            | 11              | 26     | 216.5  | 140    | 65.5   | 11     |
| K. Stevenson    | 21              | 116             | 94              | 19              | 3               | 21     | 116    | 94     | 19     | 3      |
| C. Wagner       | 4               | 10              | 8               | 1               | 1               | 4      | 10     | 8      | 1      | 1      |
| V. Wellenreiter | 19              | 9               | 1               | 5               | 3               | 19     | 9      | 1      | 5      | 3      |

P = presenze; PT = punti totali; AV = attacchi vincenti; MV = muri vincenti; BV = battute vincenti

NB: I muri singoli valgono una unità di punto, mentre i muri doppi e tripli valgono mezza unità di punto; anche i giocatori nel ruolo di libero sono impegnati al servizio

## Premi individuali
- John Baker:

All-MPSF Second Team